# Stein (Holandia)
Stein – gmina w Holandii, w prowincji Limburgia.

## Miejscowości
Berg aan de Maas, Elsloo, Meers, Stein, Urmond.